# Gordon Ramsay - Cocaina al ristorante
Gordon Ramsay - Cocaina al ristorante (Gordon on Cocaine o Gordon Ramsay on Cocaine) è un docu-film televisivo del 2017 diviso in 2 parti.

## Trama
Lo chef britannico Gordon Ramsay a causa dei problemi con la cocaina che hanno riguardato suo fratello e la morte di un suo capopartita, David Dempsey (sempre per mano della stessa sostanza), decide d'imbastire una ricerca sul consumo di droga nei suoi ristoranti per poi analizzare, grazie a esperti, il sistema di spaccio del Regno Unito. Successivamente si sposterà in Colombia (uno dei maggiori paesi produttori di cocaina) per poi terminare il suo viaggio in Honduras (scalo principale per la tratta).

## Distribuzione
In Italia l'opera è stata adattata in un unico film televisivo trasmesso per la prima volta sul canale Nove il 5 settembre 2019 alle 23:30 ottenendo 236.000 spettatori pari al 2,4% di share.